# Station Guéthary
Station Guéthary is een spoorwegstation in de Franse gemeente Guéthary.